# Inques de Vilcabamba

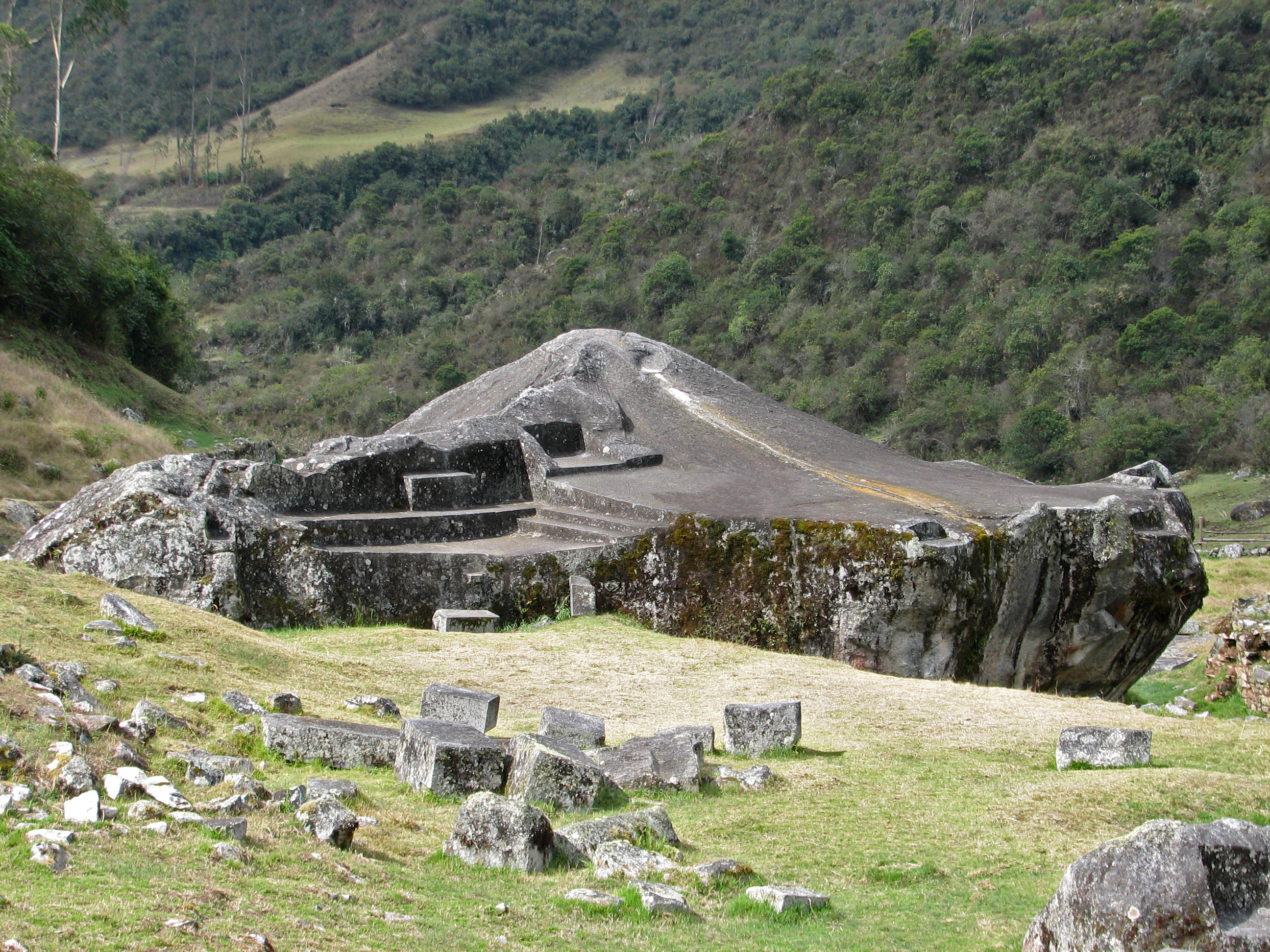
Jaciment arqueològic de Vilcabamba

Es coneixen com a Inques de Vilcabamba als quatre monarques Inques que es van establir a Vilcabamba (Cusco) després de la conquesta espanyola d'Amèrica i la caiguda d'Atahualpa. Van fer front, amb més o menys èxit i decisió, a la dominació de l'Imperi Espanyol durant gairebé 40 anys.

## Els quatre Inques

### Manco Cápac II
Manco Cápac II, fill de Huayna Cápac, va ser el primer dels Inques de Vilcabamba. Arribà al seu càrrec nomenat per Francisco Pizarro, després de la mort de Túpac Hualpa, germà d'Atahualpa i també nomenat per Pizarro. Pizarro i els conqueridors espanyols volien mantenir el fràgil equilibri entre els seus aliats nadius i els vençuts mitjançant la figura del Sapa Inca o rei, i utilitzar-lo segons els seus interessos.
Manco Cápac II, també conegut com a Manco Inca Yupanqui o Manco Inca, ajuda els espanyols a prendre Cusco, aleshores en mans dels partidaris de Quisquis, un general d'Atahualpa. El 1536, després de presenciar els saquejos de la ciutat i la manca de respecte dels espanyols envers la població, la religió i costums nadius, es rebel·la i acaba empresonat en el seu palau. Manco Cápac aconsegueix fugir i torna a Cusco amb un exèrcit intentant recuperar la capital de mans dels espanyols, dirigeix un setge contra la ciutat durant diversos mesos des de Sacsayhuamán (a uns dos quilòmetres de Cusco). Durant una de les batalles contra les forces espanyoles va morir el germà de Pizarro, Juan Pizarro. Manco Inca fracassa i es refugia a les valls de l'Urubamba (on també es troba el famós Machu Picchu).
Manco Inca es converteix en líder de la resistència contra els espanyols. Utilitza sovint el sistema de guerrilles i realitza diverses incursions en els territoris a mans espanyoles, especialment a la ruta Lima-Cusco. Pizzarro realitza diversos intents per a aturar l'Inca, però la regió del nou regne de Vilcabamba és especialment abrupta i de difícil accés. Un grup d'espanyols es refugien amb Manco Inca, són fugitius pertanyents al grup de Diego de Almagro, antic aliat de l'Inca durant el setge de Cusco. Els espanyols d'Almagro convencen Manco Cápac II de negociar amb el nou virrei espanyol, Blasco Núñez Vela, que havia arribat per a aplicar les noves Lleis d'Índies i abolir el sistema de Comanadoria (Encomienda). Gómez Pérez, un d'aquests homes, es converteix en representant de l'Inca i negocia l'amnistia per als espanyols i l'Inca, i la possibilitat de recuperar part del territori de l'antic Imperi Inca. Però a causa d'una disputa, Manco Cápac II mor el 1545 a Vilcabamba, assassinat a mans d'un dels seus aliats espanyols.

### Sayri Túpac[3]
Sayri Túpac, fill de Manco Inca i de Cura Ocllo, i nascut probablement cap al 1535, es converteix en l'hereu de son pare després de ser assassinat. Governa des de Vilcabamba amb l'ajuda de regents. Mentrestant Gonzalo Pizarro es revolta contra Núñez Vela i finalment el mata. Al cap d'uns deu anys, el quart virrei espanyol, Andrés Hurtado de Mendoza li envia una sèrie d'emissaris per a convènce'l que torni a Cusco. Al final decideix visitar Lima i Cusco. El 1560 el virrei li garanteix el perdó, el nomena príncep de Yucay, li regala terres a la vall de Yucay i li garanteix una paga considerable a canvi de renunciar a recuperar l'Imperi Inca. Sayri Túpac es casa amb sa germana, Cusi Huarcay, i tots dos es bategen, ell amb el nom de Diego i tenen una filla, Beatriz Clara Coya. Sayri Túpac no torna mai a Vilcabamba. Mor sobtadament al cap d'uns mesos.

### Titu Cusi Yupanqui
Després de la mort de Sayri Túpac, només queden dos fills de Manco Inca, el gran, Titu Cusi Yupanqui, fill natural, i el petit, Túpac Amaru. Sayri Túpac havia deixat com a hereu a Túpac Amaru, però aquest encara és molt jove i Titu Cusi pren les regnes del govern de Vilcabamba. Titu Cusi persegueix els espanyols, talla les rutes comercials, fomenta tot tipus d'incursions i assassinats. La seva família directa ha sofert tota mena de vexacions i tortures a mans dels conquistadores, son pare ha estat assassinat, sa mare, sa germana i sa cosina han estat violades i també creu que el seu germanastre, Sayri Túpac, ha estat enverinat. Però la seva ambició per a aconseguir que el seu fill, Quispe Titu, es converteixi en hereu legítim del regne de Vilcabamba (mitjançant el matrimoni amb Beatriz Clara Coya) i amb el pensament d'ampliar el territori, finalment decideix negociar amb els espanyols. El 1568, després de signar el Tractat d'Acobamba, permet entrar dos missioners agustins i un corregidor a Vilcabamba.

### Túpac Amaru I
L'últim dels inques de Vilcabamba, Túpac Amaru era el fill petit de Manco Inca. El virrei Francisco de Toledo, cansat de les incursions dels inques de Vilcabamba ordenà una expedició a la ciutat per a conquerir-la. Martín Hurtado de Arbieto i els seus homes, membres d'aquesta expedició, van aconseguir entrar a Vilcabamba i van empresonar Túpac Amaru, l'inca va ser executat públicament a Cusco poc després.